# Тервола

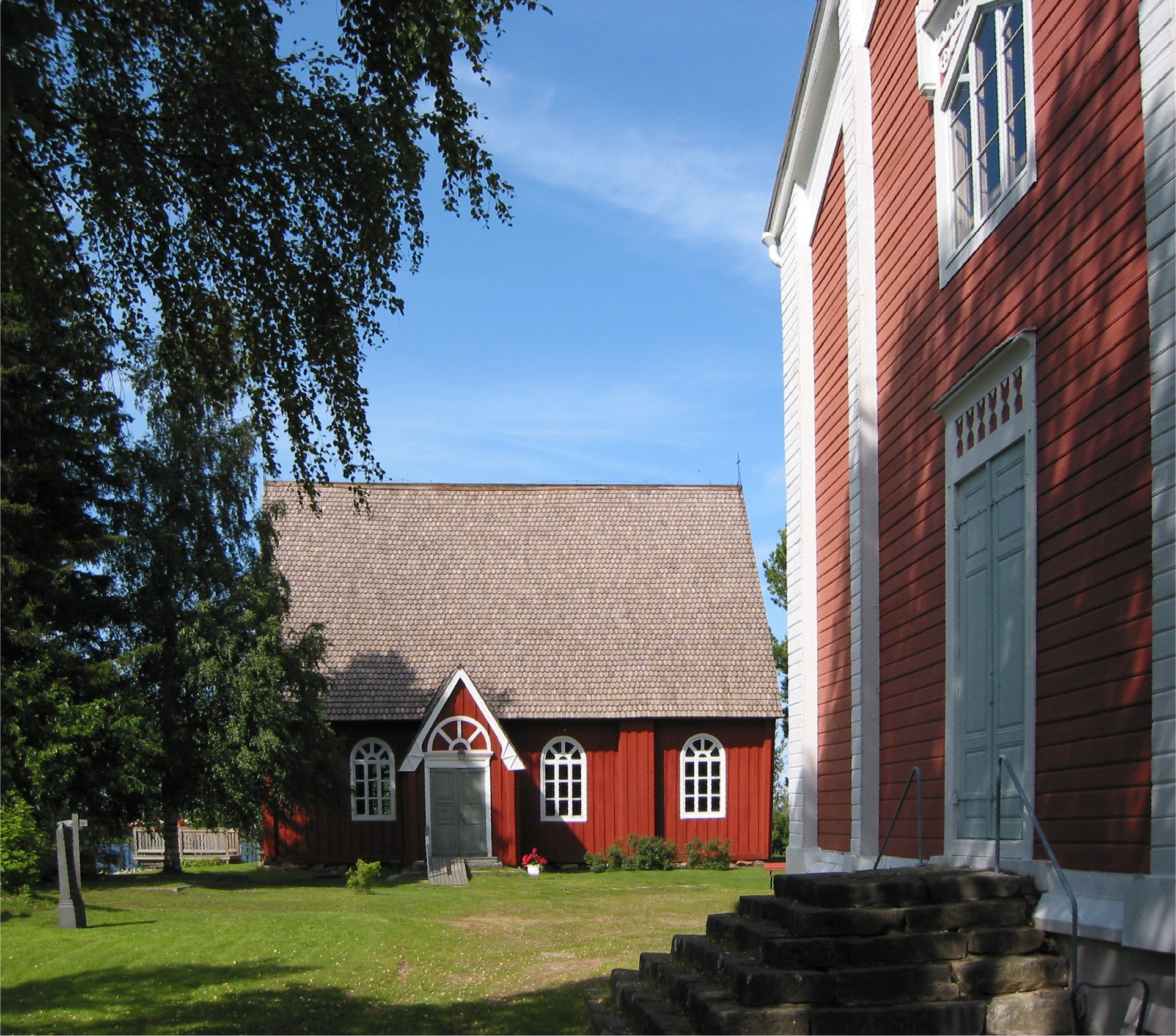
Старая церковь в Терволе

Те́рвола (фин. Tervola, ˈtɛrvɔlɑ) — городская коммуна в Финляндии, в провинции Лаппи. К коммуне также относятся поселения Койву, Лапинниеми, Рункаус и Юлипааккола.
Расположена на правом берегу Кемийоки, в 40 километрах к северу от Кеми и в 60 километрах к юго-западу от Рованиеми. На противоположном берегу Кемийоки находится железнодорожная станция Тервола линии Кеми-Рованиеми. Однако с 2003 года поезда тут не останавливаются, и единственным сообщением остаётся автобусное.
Главными достопримечательностями коммуны являются три церкви: Старая Церковь — деревянная церковь конца XVII века, Тервольская Церковь — тоже деревянная, 1864 года и новая, построенная в 1974 году и выполняющая также роль Центра общины.
В число городов-побратимов Терволы входит Североморск (Мурманская область, Россия).
Уроженцем Тервола является Матиас Александр Кастрен (1813—1852), российский филолог финского происхождения, исследователь финно-угорских и самодийских языков, финского и саамского фольклора; основоположник сравнительной уралистики, первый профессор финского языка в Хельсинкском университете.
Уроженцем Тервола является Арто Паасилинна (1942—2018) — финский писатель, автор 35 романов и множества произведений других жанров. Его книги переведены более чем на 40 языков мира, в том числе на русский.